# Иван Михайлович (царевич)
Иван (Иоанн) Михайлович  (1 [14] июня 1633—10 [23] января 1639) — царевич, сын царя Михаила Фёдоровича от царицы Евдокии Лукьяновны Стрешневой. Был вторым в порядке престолонаследия после старшего брата Алексея Михайловича.

## Биография
Царевич родился в Москве 1 июня 1633 года. Крещён в честь святого Иоанна Нового Белгородского. Покровителю царевича был в 1635 году посвящён придел московской церкви Гребневской иконы Божьей Матери (не сохранилась); в честь Иоанна Белоградского был освящён придел Верхоспасского собора Московского Кремля (впоследствии переосвящён в честь Иоанна Предтечи, покровителя Ивана V), в Архангельском соборе хранится икона в окладе «Иоанн Белгородский и благоверный царевич Иоанн Михайлович».
Воспитателем Ивана был назначен боярин Глеб Иванович Морозов, брат будущего «временщика» при Алексее Михайловиче Бориса Ивановича Морозова и муж знаменитой деятельницы старообрядчества боярыни Морозовой (Федосьи Прокопьевны Соковниной).
Для уже двухлетнего царевича была изготовлена в 1635 году богатая колыбель: «Обшита колыбель атласом золотым по червчатой земле, опахала не велики, в цветах шелк лазорев, бел (…). У колыбели же в длинных деревьях четыре кольца, да пробой жалованы (петли) серебряны-золочёны». В 1635 году князь Львов подарил царевичу янтарный кубок.

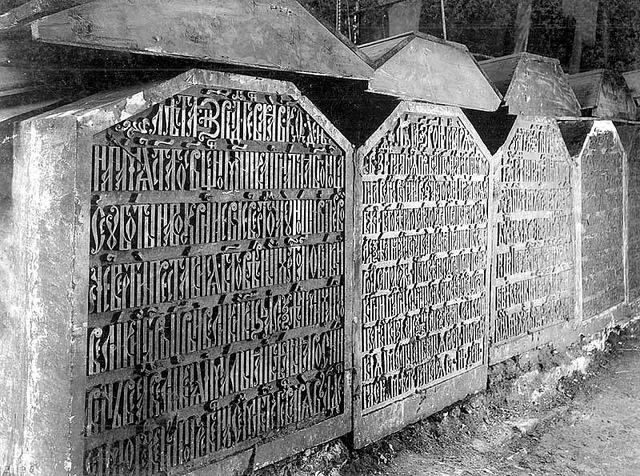
Архангельский собор. Перспектива торцов надгробий царя Алексея Михайловича (1629—1676), царевича Алексея Алексеевича (1654—1670), царя Михаила Федоровича (1596—1645), царевичей-младенцев Василия и Ивана Михайловичей. Фотография К. А. Фишера. 1905 год. Из коллекций Музея архитектуры им. А. В. Щусева.

Царевич Иван Михайлович умер в возрасте 5 лет, похоронен в Архангельском соборе. Царевич стал первым представителем дома Романовых, похороненным в этой кремлёвской усыпальнице. Погребение находится в одной могиле с родившимся и умершим в том же году братом Василием Михайловичем возле юго-восточного столба собора, надгробный памятник украшают две плиты с эпитафиями.
Эпитафия Ивана гласит: «Лета 7147 генваря в 10 день на память иже во святых отца нашего Григория архиепископа Низскаго преставися государя царя и великого князя Михаила Фёдоровича всея Руссия сын благоверный царевич князь Иван Михайлович всея Руссии в нощи в 13 часу с среды на четверг».
В Торжественнике из собрания кн. М. А. Оболенского в конце есть приписка скорописью о кончине царевича с подробностями, указывающими на то. что автор был свидетелем события. По-видимому, им был вероятный заказчик рукописи — дежуривший у гроба царевича стольник С. С. Хрущёв.
Сохранился богатый вышитый жемчугом и украшенный 51 золотыми дробницами с изображениями чернью покров на гроб царевича, выполненный знаменщиком Иваном Гомулиным. Подбор сюжетов на изображениях покрова связан с патрональными святыми царевича и его родных, датами его рождения и смерти и других событий. Это был первый надгробный покров, сделанный для Романовых.
Дежурство у могилы «малых царевичей» Ивана и Василия Михайловичей, первых Романовых в Архангельском соборе, было обязанностью высоких придворных чинов (иногда к двум гробницам назначали двух разных дежурных), в 1639 году у гробницы «дневали и ночевали» князь Алексей Юрьевич Звенигородский, князь Симеон Романович Пожарский, затем стольник Семён Степанович Хрущёв, в 1643 году — будущий воевода и патриарший стольник А. С. Волынский, стольник, князь Щербатов, Фёдор Васильевич.